# ミズテック (企業)

## 概要
株式会社ミズテックは（英語：Mizutech Co.,Ltd.）は、住宅向け給湯器・エコキュートなどの設備交換工事を手掛ける日本の企業。本社は神奈川県海老名市に所在し、北海道から広島まで12か所の営業拠点を構える。給湯器駆けつけ隊のブランドでもサービス提供しており、年間約1万件の交換工事を施工している。

## 沿革
- 2016年
  - 4月  神奈川県厚木市で屋号『ミズテック』を開業。住宅設備機器の販売施工を開始。[4]
  - 12月 給湯器に特化したサービス『給湯器駆けつけ隊』としてインターネットでの集客を開始。[4]
- 2017年
  - 4月  エコキュートの販売施工の受付開始。[4]
  - 7月  法人化に伴い『株式会社ミズテック』に社名を変更。[4]
- 2018年
  - 2月   神奈川県大和市に本社を移転。[4]
- 2019年
  - 4月   業務拡張に伴い埼玉営業所を開設。[4]
- 2020年
  - 7月   静岡営業所を開設。対応エリアを静岡県、山梨県へ拡大。[4]
- 2021年
  - 10月  名古屋営業所を開設。愛知県、岐阜県、三重県へ対応エリアを拡大。[4]
  - 12月 株式会社インフィニティエージェントとの業務提携を発表[5]
- 2022年
  - 2月   茨城営業所を開設。対応エリアを茨城県、栃木県、福島県へ拡大。[4]
  - 4月   大阪営業所を開設。対応エリアを大阪府、京都府、奈良県、滋賀県、兵庫県へ拡大。[4]
  - 6月   給湯器・エコキュートのトラブル実態調査を公開[6]
  - 7月   神奈川県大和市に物流センターを設置。[4]
  - 9月   業務拡大に伴い本社を海老名市へ移転。[4]
  - 11月  札幌営業所を開設。対応エリアを北海道へ拡大。[4]
- 2023年
  - 2月  仙台営業所を開設。対応エリアを宮城県、山形県へ拡大。[4]
- 2025年
  - 4月 ディスポーザー販売を開始[7][8]

## 営業所[4]
| 本社             | 〒243-0435 神奈川県海老名市下今泉1-20-18                    |
| 札幌営業所       | 〒006-0829 北海道札幌市手稲区前田6条16-18-16                |
| 仙台営業所       | 〒983-0833 宮城県仙台市宮城野区東仙台1-20-22                |
| 品川営業所       | 〒140-0001 東京都品川区北品川1-9-7 トップルーム品川1015号室 |
| 埼玉営業所       | 〒350-1334 埼玉県狭山市狭山49-39                            |
| 千葉施工センター | 〒263-0002 千葉県千葉市稲毛区山王町401-15                   |
| 茨城営業所       | 〒309-1717 茨城県笠間市旭町322-2 102号                      |
| 長野営業所       | 〒380-0921 長野県長野市大字栗田653-141 皐月ビル             |
| 名古屋営業所     | 〒455-0014 名古屋市港区港楽3-13-22                          |
| 静岡営業所       | 〒422-8034 静岡県駿河区高松2-5-10                           |
| 大阪営業所       | 〒581-0844 大阪府八尾市福栄町1-2-2                          |
| 広島施工センター | 〒720-2410 広島県福山市加茂町八軒屋329                      |

## 掲載実績
- 給湯器駆けつけ隊（株式会社ミズテック）特別インタビュー！ | 給湯器ナビ[9]
- ミズテック、ディスポーザー販売に参入 :: 全国賃貸住宅新聞[7]